# Carnutes

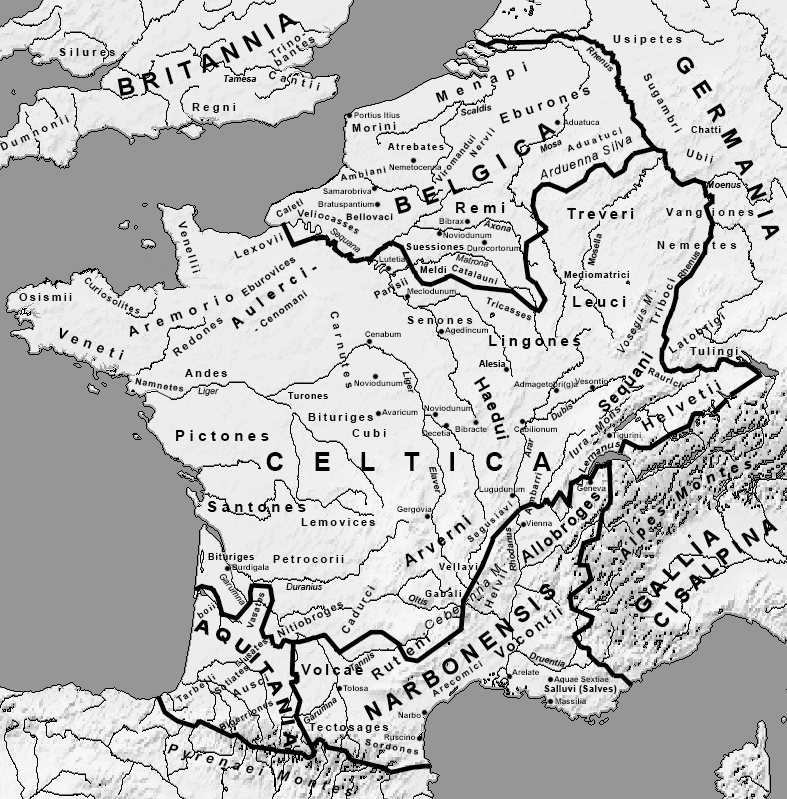
Leefgebieden van stammen in Gallië in de 1e eeuw v.Chr.

De Carnutes (Latijn: Carnutes, Carnuti) waren een sterk Keltisch volk in het hart van onafhankelijk Gallië. Ze bewoonden een uitzonderlijk groot gebied tussen de Sequana (Seine) en de Liger (Loire). Hun landen komen tegenwoordig overeen met het bisschoppelijk gebied van Chartres, Orléans en Blois; of het grootste gebied van de departementen Eure-et-Loir, Loiret en Loir-et-Cher. Het gebied van de Carnutes stond bij de Romeinen bekend als het politieke en religieuze centrum van de Gallische naties. De belangrijkste versterkte steden waren Cenabum (Orléans) en Autricum (Chartres). De grote jaarlijkse vergadering van druïden, vermeld door Julius Caesar, moet plaatsgevonden hebben in een van deze steden. Livius schreef dat de legende bestond dat de Carnutes een van de stammen was geweest die samen met Bellovesus Italië was binnengevallen tijdens de regeerperiode van Tarquinius Priscus.

## Muntsysteem
In de 1ste eeuw v.Chr. begonnen de Carnutes munten te slaan. Meestal gebeurde dat door middel van matrijzen; maar soms werden ze ook gegoten uit een legering met een hoog tingehalte, wat potin werd genoemd. Hun munten worden frequent teruggevonden in schatten ver van hun gebied. De iconografie op hun munten bestaat uit motieven van hoofden met traditionele Keltische torques; een wolf met een ster; een galopperend paard; de triskelion. Veel munten tonen ook een adelaar met een halve maan, met een slang of met een wiel met vier of zes spaken of met een pentagram-achtige ster, of onder een hand met een tak met bessen, waarschijnlijk hulst. Het wiel met vier spaken vormt een kruis binnen een cirkel, een bijna universeel symbool sinds het Neolithicum. Soms is de cirkel een ring van lichtstralen. Het zou gemakkelijk zijn om hier een zonnesymbool in te zien, maar bij de Kelten kan dit mogelijk een jaarcirkel zijn die verdeeld werd in de vier seizoenen.

## Geschiedenis
Ten tijde van Julius Caesar waren de Carnutes afhankelijk van de Remi, die bij gelegenheid hen bescherming boden. In de winter van 58 - 57 v. Chr. drong Julius Caesar een protectoraat op aan de Carnutes en plaatste de koning van zijn keuze, Tasgetius (van de heersende clan), aan het hoofd. Deze schijnkoning werd binnen drie jaar door de Carnutes vermoord. Op 13 februari 53 v.Chr. werden alle Romeinse kooplieden te Cenabum door de Carnutes afgeslacht. Onder leiding van Vercingetorix ontstond een algemene opstand in Gallië. Cenabum werd door Julius Caesar tot de grond afgebrand. De mannen werden vermoord, de vrouwen en kinderen verkocht als slaven. Tijdens de oorlog die hierop volgde konden de Carnutes 12.000 soldaten sturen om Alesia te ontzetten, maar deze werden samen met het Gallische leger verslagen. De Carnutes vielen de Cubische Bituriges aan, maar deze vroegen Caesar om hulp en de stam moest zich overgeven. Cenabum bleef jarenlang een ruïne, bezet door twee Romeinse legioenen.
Nadat er vrede gekomen was onder Augustus, kregen de Carnutes, als een van de volkeren uit Gallia Lugdunensis, de rang van civitas soda of foederati. Ze behielden hun zelfbestuur, bleven eigen munten slaan, en moesten enkel militaire dienst doen voor de keizer. Tot aan de derde eeuw na Chr. was Autricum (later Carnutes, vandaar Chartres) de hoofdstad; maar in 275 na Chr. herbouwde Aurelius Cenabum en verordende dat het niet langer een vicus was, maar een civitas. Hij hernoemde de stad Aurelianum of Aurelianensis urbs - daaruit ontwikkelde zich de naam Orléans.